# Pryskyřník sardinský
Pryskyřník sardinský (Ranunculus sardous), někdy udávaný i jako pryskyřník srstnatý je druh rostliny z čeledi pryskyřníkovité (Ranunculaceae).

## Popis
Jedná se o jednoletou rostlinu dorůstající nejčastěji výšky 10–50 cm, kulovitá hlíza na bázi chybí. Lodyha je buď olysalá nebo roztroušeně odstále chlupatá, bohatě už odspodu větvená. Listy jsou střídavé, přízemní jsou dlouze řapíkaté, lodyžní jsou s kratšími řapíky až přisedlé. Čepele přízemních listů jsou trojdílné až trojsečné, úkrojky jsou trojlaločné až trojklané, krátce řapíkaté, nepravidelně zubaté. Lodyžní listy jsou podobné přízemním, všechny listy jsou oboustranně roztroušeně až hustě chlupaté. Květy jsou světle citrónově žluté, květní stopky jsou hluboce rýhované. Kališních lístků je 5, jsou nazpět sehnuté a ke květní stopce přitisklé, vně roztroušeně chlupaté. Korunní lístky jsou světle citrónově žluté, vejčité, nejčastěji 6,5–10 mm dlouhé. Kvete v květnu až v září. Plodem je nažka, která je asi 2,5–3,5 mm dlouhá, hladká nebo hrbolkatá, na vrcholu zakončená krátkým zakřiveným zobánkem, nažky jsou uspořádány do souplodí. Počet chromozómů je 2n=16.

## Taxonomie
Variabilní druh, ve střední Evropě se rozlišují dva poddruhy, a to pryskyřník sardinský pravý (Ranunculus sardous subsp. sardous), který má olysalé lodyhy a hladké nažky a potom pryskyřník sardinský hrbolkatý (Ranunculus sardous subsp. xatardii), který má lodyhy odstále chlupaté a nažky hrbolkaté.

## Rozšíření
Pryskyřník sardinský roste téměř po celé Evropě, na sever zhruba po 58° rovnoběžku severní šířky, na východ po jihovýchodní Ukrajinu a Krym. Přesahuje do severní Afriky. Adventivně v Severní Americe.
V České republice je to dnes vzácný druh, který roste od nížin po pahorkatiny, je hodnocen jako kriticky ohrožený (kategorie C1). Nejčastěji se s ním na okrajích vlhkých polí, na obnažených dnech a po příkopech.

## Možnosti záměny
Trochu podobný je např. pryskyřník hlíznatý (Ranunculus bulbosus), ale to je vytrvalá rostlina, má lodyhu na bázi rozšířenou v hlízu a lodyhu má přitiskle chlupatou, nikoliv lysou nebo odstále chlupatou.